# Coppa del Mondo di snowboard 2009
La stagione della Coppa del Mondo di snowboard 2009 è la quindicesima edizione della manifestazione organizzata dalla Federazione Internazionale Sci; è iniziata il 7 settembre 2008 a Cardrona in Nuova Zelanda e si è conclusa il 22 marzo 2009 in Val Malenco in Italia.
Si sono disputate 34 gare maschili (8 giganti paralleli, 3 slalom paralleli, 9 snowboard cross, 1 slopestyle, 8 halfpipe e 5 big air) e 29 femminili (8 giganti paralleli, 3 slalom paralleli, 9 snowboard cross, 1 slopestyle e 8 big air).
Alla fine della stagione la Coppa del Mondo generale è maschile è stata vinta dallo snowboarder austriaco Siegfried Grabner, mentre quella femminile dalla connazionale Doris Günther.

## Uomini

### Risultati
| Data              | Località         | Spec. | Primo              | Secondo            | Terzo              |
| ----------------- | ---------------- | ----- | ------------------ | ------------------ | ------------------ |
| 07 settembre 2008 | Cardrona         | HP    | Kohhei Kudoh       | Ryō Aono           | Crispin Lipscomb   |
| 13 settembre 2008 | Chapelco         | SBX   | Pierre Vaultier    | Stian Sivertzen    | Mateusz Ligocki    |
| 10 ottobre 2008   | Landgraaf        | PSL   | Benjamin Karl      | Adam Smith         | Patrick Bussler    |
| 25 ottobre 2008   | Londres          | BA    | Peetu Piiroinen    | Stefan Gimpl       | Benedikt Nadig     |
| 31 ottobre 2008   | Saas-Fee         | HP    | Janne Korpi        | Kohdai Watanabe    | Ilkka-Eemeli Laari |
| 22 novembre 2008  | Stoccolma        | BA    | Janne Korpi        | Chris Sörman       | Seppe Smits        |
| 06 dicembre 2008  | Grenoble         | BA    | Mathieu Crepel     | Stefan Gimpl       | Jaakko Ruha        |
| 14 dicembre 2008  | Limone Piemonte  | PGS   | Matthew Morison    | Sylvain Dufour     | Jasey Jay Anderson |
| 20 dicembre 2008  | Arosa            | SBX   | Seth Wescott       | Markus Schairer    | David Speiser      |
| 21 dicembre 2008  | Arosa            | PSL   | Siegfried Grabner  | Roland Fischnaller | Zan Kosir          |
| 06 gennaio 2009   | Kreischberg      | PGS   | Siegfried Grabner  | Simon Schoch       | Meinhard Erlacher  |
| 07 gennaio 2009   | Kreischberg      | PSL   | Simon Schoch       | Rok Flander        | Zan Kosir          |
| 10 gennaio 2009   | Bad Gastein      | SBX   | Xavier de Le Rue   | Michal Novotný     | Nate Holland       |
| 11 gennaio 2009   | Bad Gastein      | SBX   | Damon Hayler       | Markus Schairer    | Mike Robertson     |
| 14 gennaio 2009   | Gujō             | HP    | Ryō Aono           | Ben Mates          | Wancheng Shi       |
| 05 febbraio 2009  | Bardonecchia     | SBS   | annullata          | annullata          | annullata          |
| 07 febbraio 2009  | Bardonecchia     | HP    | Mathieu Crepél     | Nathan Johnstone   | Jurij Podladčikov  |
| 13 febbraio 2009  | Cypress Mountain | SBX   | Markus Schairer    | Mike Robertson     | Seth Wescott       |
| 14 febbraio 2009  | Cypress Mountain | HP    | Shaun White        | Ryoh Aono          | Jurij Podladčikov  |
| 15 febbraio 2009  | Cypress Mountain | PGS   | annullata          | annullata          | annullata          |
| 20 febbraio 2009  | Stoneham         | SBX   | Markus Schairer    | Jonathan Cheever   | Seth Wescott       |
| 21 febbraio 2009  | Stoneham         | HP    | Jeff Batchelor     | Brad Martin        | Markus Malin       |
| 21 febbraio 2009  | Stoneham         | BA    | Stefan Gimpl       | Marko Grilc        | Seppe Smits        |
| 22 febbraio 2009  | Stoneham         | PGS   | Benjamin Karl      | Siegfried Grabner  | Andreas Prommegger |
| 26 febbraio 2009  | Sunday River     | PGS   | Benjamin Karl      | Siegfried Grabner  | Jasey Jay Anderson |
| 28 febbraio 2009  | Sunday River     | SBX   | Graham Watanabe    | Lukas Grüner       | Ross Powers        |
| 07 marzo 2009     | Mosca            | BA    | Stefan Gimpl       | Thomas Franc       | Marko Grilc        |
| 13 marzo 2009     | La Molina        | SBX   | Markus Schairer    | Nick Baumgartner   | François Boivin    |
| 14 marzo 2009     | La Molina        | HP    | Markus Keller      | Louie Vito         | Steven Fisher      |
| 15 marzo 2009     | La Molina        | PGS   | Jasey Jay Anderson | Benjamin Karl      | Andreas Prommegger |
| 20 marzo 2009     | Valmalenco       | SBX   | Michal Novotný     | Nick Baumgartner   | David Speiser      |
| 21 marzo 2009     | Valmalenco       | HP    | Gary Zebrowski     | Nathan Johnstone   | Xiaoye Zeng        |
| 22 marzo 2009     | Valmalenco       | PGS   | Jasey Jay Anderson | Benjamin Karl      | Siegfried Grabner  |

Legenda: 

PGS = Slalom gigante parallelo 

PSL = Slalom parallelo 

SBX = Snowboard cross 

SBS = Slopestyle 

HP = Halfpipe 

BA = Big air

### Classifiche

#### Generale
| Pos. | Nome               | Nazione | Punti |
| ---- | ------------------ | ------- | ----- |
| 1    | Siegfried Grabner  | Austria | 5520  |
| 2    | Markus Schairer    | Austria | 5450  |
| 3    | Benjamin Karl      | Austria | 5000  |
| 4    | Jasey-Jay Anderson | Canada  | 4882  |
| 5    | Andreas Prommegger | Austria | 4150  |

#### Parallelo
| Pos. | Nome               | Nazione  | Punti |
| ---- | ------------------ | -------- | ----- |
| 1    | Siegfried Grabner  | Austria  | 5520  |
| 2    | Benjamin Karl      | Austria  | 5000  |
| 3    | Jasey-Jay Anderson | Canada   | 4710  |
| 4    | Andreas Prommegger | Austria  | 4150  |
| 5    | Simon Schoch       | Svizzera | 4090  |

#### Snowboard cross
| Pos. | Nome             | Nazione     | Punti |
| ---- | ---------------- | ----------- | ----- |
| 1    | Markus Schairer  | Austria     | 5450  |
| 2    | Seth Wescott     | Stati Uniti | 3900  |
| 3    | Nick Baumgartner | Stati Uniti | 3400  |
| 4    | Michal Novotný   | Rep. Ceca   | 3150  |
| 5    | Mike Robertson   | Canada      | 3020  |

#### Halfpipe
| Pos. | Nome             | Nazione   | Punti  |
| ---- | ---------------- | --------- | ------ |
| 1    | Ryō Aono         | Giappone  | 2600   |
| 2    | Nathan Johnstone | Australia | 2310   |
| 3    | Gary Zebrowski   | Francia   | 2159,1 |
| 4    | Kazuumi Fujita   | Giappone  | 1850   |
|      | Sergio Berger    | Svizzera  | 1850   |

#### Big air
| Pos. | Nome            | Nazione   | Punti  |
| ---- | --------------- | --------- | ------ |
| 1    | Stefan Gimpl    | Austria   | 4100   |
| 2    | Marko Grilc     | Slovenia  | 1640   |
| 3    | Peetu Piiroinen | Finlandia | 1450   |
| 4    | Seppe Smits     | Belgio    | 1200   |
| 5    | Thomas Franc    | Svizzera  | 1144,7 |

#### Classifica per Nazioni
| Pos. | Nazione     | Punti |
| ---- | ----------- | ----- |
| 1    | Austria     | 33260 |
| 2    | Stati Uniti | 28382 |
| 3    | Canada      | 26942 |
| 4    | Svizzera    | 21929 |
| 5    | Francia     | 16200 |

## Donne

### Risultati
| Data              | 'Località        | Spec. | Prima              | Seconda           | Terza               |
| ----------------- | ---------------- | ----- | ------------------ | ----------------- | ------------------- |
| 07 settembre 2008 | Cardrona         | HP    | Shiho Nakashima    | Sina Candrian     | Linn Haug           |
| 13 settembre 2008 | Chapelco         | SBX   | Lindsey Jacobellis | Mellie Francon    | Maelle Ricker       |
| 10 ottobre 2008   | Landgraaf        | PSL   | Doris Günther      | Heidi Neururer    | Nicolien Sauerbreij |
| 31 ottobre 2008   | Saas-Fee         | HP    | Jiayu Liu          | Shiho Nakashima   | Sophie Rodriguez    |
| 14 dicembre 2008  | Limone Piemonte  | PGS   | Doris Günther      | Kimiko Zakreski   | Anke Karstens       |
| 20 dicembre 2008  | Arosa            | SBX   | Sandra Frei        | Helene Olafsen    | Nelly Moenne-Loccoz |
| 21 dicembre 2008  | Arosa            | PSL   | Heidi Neururer     | Michelle Gorgone  | Isabella Laböck     |
| 06 gennaio 2009   | Kreischberg      | PGS   | Doris Günther      | Tomoka Takeuchi   | Claudia Riegler     |
| 07 gennaio 2009   | Kreischberg      | PSL   | Amelie Kober       | Tomoka Takeuchi   | Heidi Neururer      |
| 10 gennaio 2009   | Bad Gastein      | SBX   | Sandra Frei        | Deborah Anthonioz | Lindsey Jacobellis  |
| 11 gennaio 2009   | Bad Gastein      | SBX   | Lindsey Jacobellis | Dominique Maltais | Zoe Gillings        |
| 14 gennaio 2009   | Gujō             | HP    | Jiayu Liu          | Sun Zhifeng       | Sōko Yamaoka        |
| 05 febbraio 2009  | Bardonecchia     | SBS   | annullata          | annullata         | annullata           |
| 07 febbraio 2009  | Bardonecchia     | HP    | Kelly Clark        | Hannah Teter      | Gretchen Bleiler    |
| 13 febbraio 2009  | Cypress Mountain | SBX   | Lindsey Jacobellis | Olivia Nobs       | Helene Olafsen      |
| 14 febbraio 2009  | Cypress Mountain | HP    | Kelly Clark        | Jiayu Liu         | Hannah Teter        |
| 15 febbraio 2009  | Cypress Mountain | PGS   | annullata          | annullata         | annullata           |
| 20 febbraio 2009  | Stoneham         | SBX   | Lindsey Jacobellis | Mellie Francon    | Maelle Ricker       |
| 21 febbraio 2009  | Stoneham         | HP    | Soko Yamaoka       | Shiho Nakashima   | Rana Okada          |
| 22 febbraio 2009  | Stoneham         | PGS   | Amelie Kober       | Tomoka Takeuchi   | Doris Günther       |
| 26 febbraio 2009  | Sunday River     | PGS   | Amelie Kober       | Tomoka Takeuchi   | Alexa Loo           |
| 28 febbraio 2009  | Sunday River     | SBX   | Maelle Ricker      | Helene Olafsen    | Mellie Francon      |
| 13 marzo 2009     | La Molina        | SBX   | Lindsey Jacobellis | Sandra Frei       | Dominique Maltais   |
| 14 marzo 2009     | La Molina        | HP    | Kjersti Buaas      | Jiayu Liu         | Elena Hight         |
| 15 marzo 2009     | La Molina        | PGS   | Amelie Kober       | Marion Kreiner    | Michelle Gorgone    |
| 20 marzo 2009     | Valmalenco       | SBX   | Maelle Ricker      | Dominique Maltais | Zoe Gillings        |
| 21 marzo 2009     | Valmalenco       | HP    | Jiayu Liu          | Holly Crawford    | Sarah Conrad        |
| 22 marzo 2009     | Valmalenco       | PGS   | Amelie Kober       | Caroline Calvé    | Doris Günther       |

Legenda: 

PGS = Slalom gigante parallelo 

PSL = Slalom parallelo 

SBX = Snowboard cross 

SBS = Slopestyle 

HP = Halfpipe 

BA = Big air

### Classifiche

#### Generale
| Pos. | Nome               | Nazione     | Punti |
| ---- | ------------------ | ----------- | ----- |
| 1    | Doris Günther      | Austria     | 7130  |
| 2    | Lindsey Jacobellis | Stati Uniti | 6390  |
| 3    | Amelie Kober       | Germania    | 6232  |
| 4    | Liu Jiayu          | Cina        | 5100  |
| 4    | Maëlle Ricker      | Canada      | 5100  |

#### Parallelo
| Pos. | Nome                | Nazione     | Punti |
| ---- | ------------------- | ----------- | ----- |
| 1    | Amelie Kober        | Germania    | 6232  |
| 2    | Doris Günther       | Austria     | 6070  |
| 3    | Tomoka Takeuchi     | Giappone    | 4670  |
| 4    | Claudia Riegler     | Austria     | 3860  |
| 5    | Nicolien Sauerbreij | Paesi Bassi | 3630  |

#### Snowboard cross
| Pos. | Nome               | Nazione     | Punti |
| ---- | ------------------ | ----------- | ----- |
| 1    | Lindsey Jacobellis | Stati Uniti | 6390  |
| 2    | Maëlle Ricker      | Canada      | 5100  |
| 3    | Sandra Frei        | Svizzera    | 4510  |
| 4    | Dominique Maltais  | Canada      | 4080  |
| 5    | Zoe Gillings       | Regno Unito | 3670  |

#### Halfpipe
| Pos. | Nome             | Nazione  | Punti |
| ---- | ---------------- | -------- | ----- |
| 1    | Liu Jiayu        | Cina     | 5100  |
| 2    | Shiho Nakashima  | Giappone | 3320  |
| 3    | Sōko Yamaoka     | Giappone | 2270  |
| 3    | Sophie Rodriguez | Francia  | 2270  |
| 5    | Kjersti Buaas    | Norvegia | 2220  |

#### Classifica per Nazioni
| Pos. | Nazione     | Punti |
| ---- | ----------- | ----- |
| 1    | Austria     | 23470 |
| 2    | Svizzera    | 22384 |
| 3    | Stati Uniti | 20216 |
| 4    | Canada      | 19185 |
| 5    | Francia     | 15333 |